# Eden Fire
Eden Fire är det svenska bandet Sonic Syndicates debutalbum, släppt 2005. Det släpptes även i USA och Kanada på grammofonbolaget Pivotal Rockordings. Albumet återutgavs den 9 december 2008 via Pivotal Rockordings/Koch i Nordamerika.
Albumet är uppdelat i tre delar som vart och ett har ett sammanhållande tema. Musiken i två av delarna består av bearbetningar av tidigare demoinspelningar med Sonic Syndicate: Black Lotus och Extinction. Delen "Helix Reign" består av tre nya låtar. 

## Låtlista
1. "Jailbreak" - 4:12
2. "Enhance My Nightmare" - 5:10
3. "History Repeats Itself" - 3:52
4. "Zion Must Fall" - 4:31
5. "Misanthropic Coil" - 3:58
6. "Lament of Innocence" - 3:43
7. "Prelude to Extinction" - 4:00
8. "Soulstone Splinter" - 4:18
9. "Crowned in Despair" - 4:33
10. "Where the Black Lotus Grows" - 4:47